# ニューウエストミンスター
ニューウエストミンスター（英: New Westminster）は、カナダのブリティッシュコロンビア州南西部に位置する都市。メトロバンクーバーに属し、バンクーバー都市圏の一部を形成している。植民地ブリティッシュコロンビアの旧首都であり、同地域内では初めて市政化された都市である。

## 歴史
1859年、ビクトリア女王によって植民地ブリティッシュコロンビアの首都に選ばれ、女王が好んだロンドンのウエストミンスターの地名をとって「ニューウエストミンスター市」と名付けられた。このため、愛称は「ザ・ロイヤル・シティ」と呼ばれる。西部カナダで最初の都市（市制）となり、選挙によって選ばれた議会をもつ最初の都市となる。1866年、植民地ブリティッシュコロンビアと植民地バンクーバーアイランドが植民地ブリティッシュコロンビアに統合され、首都をウエストミンスターとした。しかし、その後、植民地バンクーバーアイランドの首都であったビクトリアへと移された。

### チャイナタウン
ニューウエストミンスターのチャイナタウンは植民地初期に設立されたものとしては最も古いもののひとつで規模も大きかった。もともとフロント通りにあったが、「ザ・スワンプ（"The Swamp"）」と呼ばれるダウンタウン南西部に移転した。しかし、1898年の大火で壊滅的な被害を受け、一部しか再建されなかった。

### ウエストミンスター・キー
ウエストミンスター・キー（Westminster Quay）はバンクーバー国際交通博覧会の頃に再開発された場所で、大型のパブリックマーケットやホテルが建てられ、バンクーバー中心部とを結ぶスカイトレインの駅が建設された。

## 経済
時代とともに主要産業は移り変わっており、1800年代は林業や漁業、1900年代には重工業と製造業、1950年中頃から1970年代は小売業、1990年代はヘルスケア業、小売業、教育が主な雇用先となり、2000年代にはハイテクや光ファイバー産業が加わった。芸術や文化が新たな強みになりつつあり、2001年、報告書によると人口5万人以上の都市で、芸術家を輩出している人口比率では国内第9位である。

## 教育
- ダグラス・カレッジ (Douglas College)

## 姉妹都市
- 守口市 （日本・大阪府）
- ケソン市 （フィリピン・マニラ首都圏）
- 麗江市 （中国・雲南省）